# カウンターステア

タイヤが赤の状態がカウンターステア

カウンターステア (counter-steering) は自動車やオートバイの操縦技術のひとつ。旋回中に後輪の横滑りが発生した際、ステアリングを敢えて旋回方向とは逆に切る（逆操舵する）ことで横滑りを抑えるテクニック。
日本語では「カウンターを当てる」「逆ハンドル（逆ハン）を切る」と表現される。英語ではオポジット・ロック (opposite lock) とも言う。

## 概要
カーブへの進入でステアリングを過度に切り込んだり、（後輪駆動車が）カーブからの立ち上がりで急加速したりすると、後輪の接地摩擦力（グリップ）が遠心力に負けて、水平方向の回転運動（ヨーイング）により車体後部が外側へ流れ始める。これをオーバーステア状態という。そのまま後輪が滑り続けると巻き込んでスピン状態に陥ったり、二輪車の場合はスリップダウンする恐れがある。
運転者が横滑りを感知した瞬間、ステアリングをカーブの外側方向へ切ると、操舵輪である前輪が車体前部の回頭を食い止め、後輪の滑りを収束させる。
カウンターステアにおいて重要なのは「1.切り始めのタイミング」「2.舵角」「3.戻すタイミング」である。後輪が大きく滑り始めてからステアリングを切ったり、切り込む角度が足りないとオーバーステアは解消されない。また、ヨーイングが収まった時にステアリングを戻し遅れると、バランスが不安定になり、後輪が左右に振られ続けてふらふらと蛇行し、制御不能になってしまう場合もある）。
現代のロードカーではセンサーで横滑りを感知するとパワーステアリングが補助的にカウンターステア制御を行う「アクティブステアリング」を搭載する車種が増えている。例えば、ホンダの「モーションアダプティブEPS」はオーバーステアを感知すると、逆操舵方向へのステアリングを軽くして、ドライバーの操作を誘導する機能がある。

## モータースポーツ

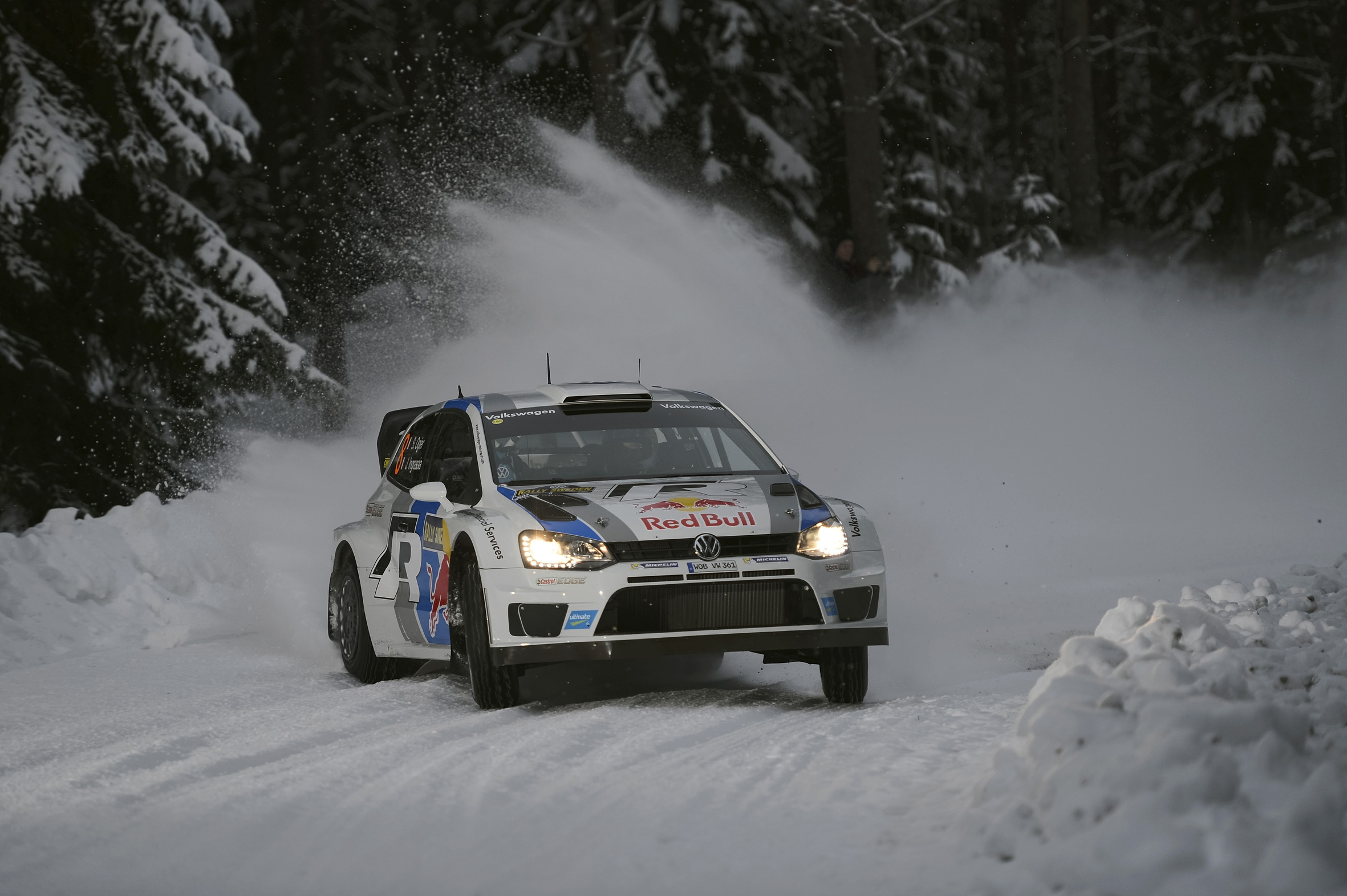
ラリーカーのカウンターステア

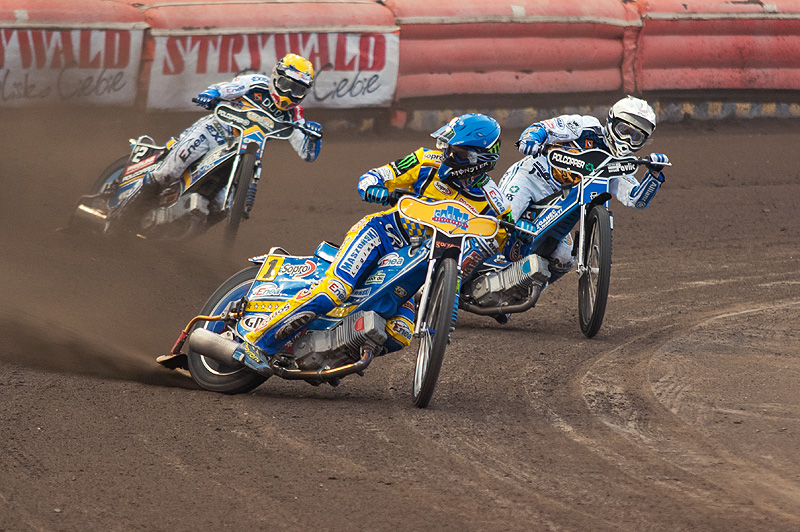
スピードウェイレースのカウンターステア

カウンターを当てながら後輪が滑り続ける状態をキープし、旋回中のアベレージ速度を維持することをドリフトという。四輪駆動車の場合、前輪の駆動力でヨーモーメントを収束し、カウンターを当てないままドリフトすることをゼロカウンターと呼ぶ。また、曲率半径 (R) の小さなカーブでアクセルを踏み込んで意図的に後輪を滑らせ、カウンターを当てながら脱出方向へ素早く向きを変えることをパワースライドという。
サーキットレースの場合、タイヤのグリップ性能が低かった時代はドリフト走法が一般的であった。人気ドライバー、ロニー・ピーターソンは豪快なカウンターテクニックを駆使し、横向きで走るという意味で「サイドウェイ・ロニー」と呼ばれた。しかし、現代のレーシングカーはスリックタイヤの進化とダウンフォースの増加により横滑りさせない方がラップタイムの向上につながり、タイヤのグリップも長持ちするため、カウンターは必要最小限の修正動作にとどまっている。ただし、路面のμが低い市街地コースや、路面が濡れて滑りやすいウェットレースでは頻繁にカウンターを当てる場面が見られる。
公道競技のラリーでは、滑りやすい路面（グラベル、ダート、アイスバーン）や曲がりくねったコースで有効であり、低速ヘアピンコーナーでは、フェイントモーションやハンドブレーキを使ったサイドターンで後輪を一気に回しこみ、パワースライドで素早く加速するというテクニックが見られる。

## 二輪車の逆操舵
オートバイや自転車はハンドルを切った向きと反対側に車体が倒れようとする。これを利用して、コーナリングのきっかけ作りにすることを「逆操舵（カウンターステア）」もしくは「押し舵」という。
カーブの入口でオートバイのイン側のハンドル（右カーブでは右ハンドル）を軽く前へ押すと、前輪はカーブとは逆方向に向き、オートバイはイン側へ傾こうとする。車体が傾いたところで押すのを止めると、前輪は自然と曲がる方向へ切れていき（セルフステア）、オートバイはバランスを取ってカーブを旋回していく。ライダーは普段こうした操作をごく僅かに無意識に行っている。
逆操舵による倒し込みを意図的に行うと、体重移動よりも機敏なレスポンスが得られる。そのため、「大型車のUターン」「路上の危険物の回避」「S字カーブの切り返し（イン側のハンドルを手前に引くと車体が起き上がる）」などの活用方法がある。ただし、車両の直進安定性を意図的に崩す動作でもあるため、路面が悪い場所では前輪がスリップダウンする恐れがある。過度に頼り過ぎず、補助的に使うべきというプロライダーからの意見もある。